# Илона Слупијанек
Илона Лонго (девојачко Шокнехт, разведена Бризеник и Слупијанек; Демин, 24. септембар 1956.) је некадашња бацачица кугле која је представљала Источну Немачку. Илона Слупијанек је освојила олимпијску титулу 1980. у Москви и европске титуле 1978. и 1982. године. Два пута је оборила светски рекорд у бацању кугле са даљинама од 22,36 метара и 22,45 метара 1980. године. Због допинга је 1977. суспендована на годину дана.

## Каријера
Као Илона Шокнехт завршила је као пета на Олимпијским играма у Монтреалу 1976. са 20,54 м. Године 1977. дисквалификована је након што је била позитивна на тесту на анаболичке стероиде на Европском купу у Хелсинкију, где је доминирала у бацању кугле.
Међународна аматерска атлетска федерација (ИААФ) суспендовала је Слупијанекову на 12 месеци. Суспензија је истекла два дана пре Европског првенства 1978. у Прагу. Насупрот ономе чему се ИААФ надала, њено слање кући у Источну Немачку значило је да је била слободна да тренира без контроле на употребу анаболичких стероида. Сада, такмичећи се као Илона Слупианек, освојила је златну медаљу у Прагу, са даљином од 21,41 м. Потом је освојила европску титулу у дворани 1979. и златну медаљу на Олимпијским играма у Москви 1980. Наредних година освојила је злато на Европским првенствима у дворани 1981. и Европском првенству 1982. године, а затим и бронзану медаљу на Светском првенству 1983.
Године 1984. удала се за колегу бацача кугле из ДДР-а Хартмута Бризеника, па се од тада такмичила као Илона Бризеник.
Од 1976. до 1986. била је заступница у законодавном телу Источне Немачке. Удала се по трећи пут 2008. Од 2013. живи у Италији. Има ћерку Сару са Хартмутом Бризеником.